# Axel Breitung
Axel Breitung (* 21. August 1957 in Rheydt) ist ein deutscher Musikproduzent.

## Leben und Karriere
1974 gründete Axel Breitung seine erste Band, ab 1978 war er für drei Jahre DJ. Größere Bekanntheit erreichte er in der Musikszene ab 1982 mit ersten Veröffentlichungen zusammen mit Thomas Anders und ab 1985 als Mitglied von Silent Circle.
Heute zählt Axel Breitung zu den erfolgreichsten deutschen Musikproduzenten. So waren auch Interpreten wie die Backstreet Boys, N'Sync, Ace Of Base, Vanessa Amorosi, No Angels, Sandra, BroSis und Wolfsheim in seinem Studio. Darüber hinaus war als Remixer für Bryan Adams, Ricky Martin, Kim Wilde, Cliff Richard und Tatu tätig. Insbesondere in der Zeit des Eurodance hat er mit Interpreten wie DJ BoBo, Magic Affair, Groove Coverage und Captain Jack Erfolge feiern können. Anfang der 2000er war er Co-Produzent von Modern Talking und produzierte zusammen mit Dieter Bohlen die Singles Win the Race, 10 Seconds To Countdown und Last Exit to Brooklyn. Von den von ihm produzierten Songs waren mehr als 50 Singles in den deutschen Charts, mehr als 60 bekamen Gold- und Platin-Auszeichnungen. Insgesamt wurden mehr als 800 Titel veröffentlicht und mehr als 200 Millionen Tonträger (inkl. Compilations) verkauft. 2003 hat er zusammen mit anderen namhaften Produzenten den MPAG Verband deutscher Musikproduzenten e. V. gegründet.
Seit 2006 hat er sich mit seiner Firma Bishop Productions auf audio-visuelle Produktionen fürs Internet spezialisiert. Im Laufe der folgenden Jahre zog er sich aus der Musikbranche zurück, um sich der Produktion von Erklärvideos, Screencasts und Produktvideos zu widmen. So entstand für Musikhaus Thomann mit über 1000 Videos eine der größten Serien von Produktvideos in Europa. Innerhalb von zehn Jahren produzierte die Bishop Productions GmbH für über 70 Konzerne mit einem Jahresumsatz von über 1 Milliarde Euro.
Seit dem Tod seines besten Freundes und langjährigen Geschäftspartners Jo Wicke im Jahr 2017 arbeitet er wieder für die Musikbranche. Dabei hat er seine Tätigkeit als Musikproduzent aufgegeben und konzentriert sich nur noch auf das Songwriting. So wurden seit 2018 über 100 seiner Songs veröffentlicht u. a. von Matthias Reim, Andrea Berg, Udo Lindenberg, Feuerherz, Patrick Lindner, Sonia Liebing, Anna-Maria Zimmermann, Schlagerpiloten, Andy Borg und Fantasy, was ihm einen Preis als erfolgreichster Komponist 2022 einbrachte (verliehen von der DJ Hitparade).

## Größte Erfolge
- 1986 Erster Single-Hit Touch in the Night von Silent Circle
- 1989 3-fach-Platin-Auszeichnung für das Album Herzilein der Wildecker Herzbuben
- 1992 erster internationaler Erfolg: Somebody Dance with Me von DJ BoBo
- 1992 Beginn eines mehrjährigen Erfolgs mit DJ BoBo (insgesamt über acht Millionen Tonträger)
- 1996 UK-Platz 2 mit Sex on the Beach von T-Spoon
- 2000 bisher größter Hit Spirit of the Hawk von Rednex (Jahres-Charts Platz 2)
- 2000 Vanessa Amorosi bei den Olympischen Sommerspielen in Sydney mit Absolutely Everybody
- 2001 zeitgleich mit sechs Titel in den Single-Top-100
- 2002 Echo in der Kategorie „Nationaler Produzent“
- 2003 größter internationaler Hit mit Chihuahua von DJ BoBo (weltweit meistverkaufte Single 2003)
- 2003 Mitwirkung am Wolfsheim-Album Casting Shadows (Platz 1 und Platin in Deutschland)
- 2018 Co-Autor des Titels "König von Scheißegalien" von Udo Lindenberg (Album "MTV unplugged 2" Platz 1 für 4 Wochen, Triple Gold)
- 2019 Mitwirkung als Komponist am Album Mosaik von Andrea Berg  (Platz 1 und Doppel-Platin)
- 2019 Co-Autor von Matthias Reim einer Serie von fünf Top10-Hits in den Radio-Charts Konservativ, u. a. Eiskalt, Tattoo und Blaulicht